# Abenteuer Wissen
Abenteuer Wissen (Eigenschreibweise abenteuer wissen) war eine Fernsehsendung des ZDF.
Das Wissensmagazin wurde am 29. August 2001 erstmals ausgestrahlt und knüpfte an das ähnlich gelagerte Wissenschaftsmagazin „Abenteuer Forschung“ an. Es wurde seither in der Regel wöchentlich jeden Mittwoch ausgestrahlt, einmal im Monat wurde es dabei durch „Abenteuer Forschung“ ersetzt. Die letzte Sendung mit dem Thema Dunkle Kräfte – Rettung aus dem Schwarzen Loch wurde am 4. Mai 2011 gesendet. Danach ging die Sendung in dem neuen Wissensmagazin „Terra Xpress“ auf.
Die Sendung behandelte in der Regel naturwissenschaftliche und technische Themen, zumeist aus folgenden Bereichen:
- Klimawandel, Klimaschutz, Energieversorgung
- Natur- und Umweltschutz, Gentechnik
- Moderne Verkehrssysteme und Bautechnik
- Seltener: Wirtschaft, Archäologie und Psychologie

Am 4. Mai 2011 wurde „Abenteuer Wissen“ wegen der Programmreform des ZDF nach fast 10 Jahren überraschend eingestellt.

## Auszeichnung
- 2010: Goldene Kamera in der Kategorie Beste Information (Wissensmagazin)